# Китайско-коста-риканские отношения
Китайско-костариканские отношения — двусторонние дипломатические отношения между Китайской Народной Республикой и Коста-Рикой. Официально отношения начались 6 июня 2007 года.

## История
Первым китайским посланником, посетившим Коста-Рику, был Там-Пуй-Шум (Tam-Pui-Shum) в 1911 году. В 1948 году были установлены официальные отношения и подписано соглашение о дружбе с Тайванем.
В период между 2003 и 2013 гг. произошли резкие изменения в отношениях между Республикой Коста-Рика и Китайской Республикой, а также Китайской Народной Республикой. Крепкие отношения с Китайской Республикой достигли своего апогея с пожертвованием Моста Дружбы, официально известного как Puente de la Amistad de Taiwan (Мост Дружбы Тайваня) в 2003 году.
После победы на вторых президентских выборах Оскар Ариас начал тайные переговоры с Пекином о возможной нормализации дипломатических отношений. Тайные переговоры привели к неожиданному заявлению администрации Ариаса о переходе дипломатического признания в КНР.
6 июня 2007 года президент Коста-Рики Оскар Ариас публично объявил о решении своего правительства передать дипломатическое признание из Тайваня на Китайскую Народную Республику (КНР) после более чем 60 лет дружеских связей с правительством в Тайбэе. Дипломатическое оформление состоялось через неделю, когда делегация из Коста-Рики в секретной миссии подписала соглашение в Пекине. Об этом стало известно общественности благодаря обращению костариканской газеты La Nación в Конституционную палату Верховного суда (La Tribuna, 4 марта 2011 года). Коста-Рика стала первой страной Центральной Америки, установившей дипломатические отношения с Китайской Народной Республикой. Китай увидел в Коста-Рике отличную возможность расширить свое влияние в Латинской Америке, поскольку страна находится «в широком геостратегическом районе», служащем мостом между Мезоамерикой и Южной Америкой.
Позже также проведены переговоры по улучшению управления Национальным нефтеперерабатывающим заводом и, что самое важное, подписание соглашения о свободной торговле в 2011 году. Этот знаменательный период завершился визитом главы КНР Си Цзиньпина в 2013 году во время президентства Лоры Чинсиллы, преемницы Оскара Ариаса, из той же политической партии и той же политической фракции.
На сегодняшний день Китай является вторым по величине торговым партнером Коста-Рики, уступая только Соединенным Штатам.